# Manuel Ortiz
Pour les articles homonymes, voir Ortiz.
Manuel Ortiz est un boxeur mexicano-américain né le 2 juillet 1916 à Corona, Californie, et mort le 31 mai 1970.

## Carrière
Il devient champion du monde des poids coqs le 7 août 1942 en battant aux points Lou Salica. Il défend par la suite 15 fois sa ceinture avant de s'incliner aux points face à Harold Dade le 6 janvier 1947 (cette défaite étant considérée par les observateurs comme la principale surprise de l'année 1947). Ortiz remporte deux mois plus tard le combat revanche et ne cède définitivement son titre que le 31 mai 1950 contre Vic Toweel.

## Distinction
- Manuel Ortiz est membre de l'International Boxing Hall of Fame depuis 1996.